# Woodbury (Minnesota)
Woodbury város az USA Minnesota államában. Lakosainak száma 75 102 fő (2020. április 1.).

## Népesség
A település népességének változása:

| 2010 | 61 961 |
| 2020 | 75 102 |